# Telescore 750
Téléscore 750 était une console de jeux vidéo de première génération commercialisée par SEB en 1977. Ce sont les consoles où on ne pouvait pas changer de jeu. Le port de cartouche n'existe pas. Une seconde version, la 752, a par la suite été vendue avec deux manettes et un pistolet en option.

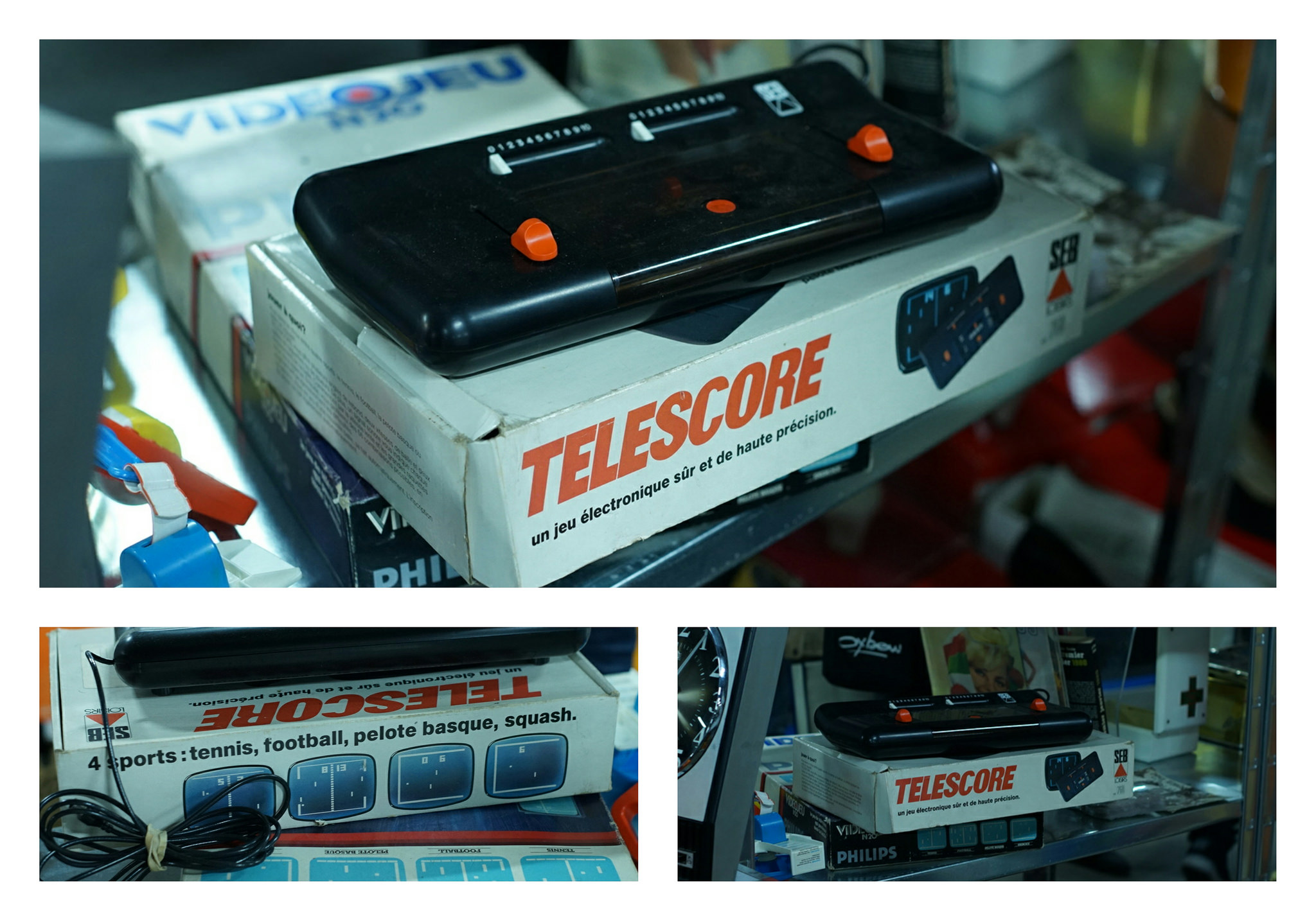
Le jeu Telescore avec sa boîte d'origine

Les jeux au nombre de six étaient figés dans la machine:
- tennis
- football
- squash
- pelote basque
- tir d'entraînement (avec le pistolet)
- tir aux pigeons (avec pistolet)

Le tennis est un clone du pong.